# Cyclosorus cretaceus
Cyclosorus cretaceus är en kärrbräkenväxtart som först beskrevs av Alan Reid Smith, och fick sitt nu gällande namn av Mazumdar och Mukhop. Cyclosorus cretaceus ingår i släktet Cyclosorus och familjen Thelypteridaceae. Inga underarter finns listade.